# Mohammed Ibrahim
Mohammed Ibrahim ou Muhammad Ibrâhâm (محمد ابراهيم), né le 9 août 1703 à Delhi et mort dans cette ville le 31 janvier 1746, a été le quatorzième empereur moghol, entre le 17 octobre et le 13 novembre 1720.
Frère de Rafi-ud-Darajat et Rafi-ud-Daulat, il monte sur le trône à l'issue de la guerre de succession de Farrukhsiyâr. Son règne est fort bref : il est battu le 13 novembre 1720 par Muhammad Shâh et détrôné.